# Tara Teng
Tara Teng (née le 16 août 1988) est Miss Canada en 2011 et Miss Monde Canada en 2012. Au cours de son titre de règne, elle a été un défenseuse des droits de l'homme en particulier en matière de lutte contre la traite des êtres humains.